# Leah McNamara
Leah McNamara es una actriz irlandesa de cine y televisión, reconocida por interpretar los papeles de Rosalind Devlin en la miniserie de 2019 Dublin Murders, de Aud en el seriado Vikings y de Rachel en la serie de 2020 Normal People. Sus créditos en cine incluyen producciones como Nails, Metal Heart y Danny Boy.

## Filmografía

### Cine
| Año  | Título      | Papel             | Notas        |
| ---- | ----------- | ----------------- | ------------ |
| 2015 | Cherry Tree | Caroline St. John |              |
| 2016 | Lily        | Violet            | Cortometraje |
| 2017 | Nails       | Gemma Milgrom     |              |
| 2018 | Cellar Door | Flo               |              |
| 2018 | Metal Heart | Chantal           |              |
| 2021 | Danny Boy   | Lucy Wood         |              |

### Televisión
| Año           | Título         | Papel           | Notas           |
| ------------- | -------------- | --------------- | --------------- |
| 2010          | Jack Taylor    | Mesera          | 1 episodio      |
| 2017–2019     | Vikings        | Aud             | 12 episodios    |
| 2019–presente | Dublin Murders | Rosalind Devlin | Papel principal |
| 2020          | Normal People  | Rachel          | Papel principal |